# Louisa River (Margaret River)
Der Louisa River ist ein Fluss in der Region Kimberley im Norden des australischen Bundesstaates Western Australia.

## Geografie
Der Fluss entspringt etwa zwölf Kilometer nordwestlich der Kleinstadt Moongardie, die auf halbem Wege zwischen Fitzroy Crossing und Halls Creek am Great Northern Highway liegt. Er fließt entlang der Sparke Range nach Nordwesten. Unterhalb des Mount Krauss mündet der Louisa River in den Margaret River.

### Nebenflüsse mit Mündungshöhen
Der Fluss hat folgende Nebenflüsse:
- Palm Spring Creek – 191 m